# Giovanni Paolo Ghianda
Giovanni Paolo Ghianda (Como, 1593 – Como, 21 aprile 1637) è stato un pittore italiano.

## Biografia
Fu allievo del Morazzone, e lavorò essenzialmente nella zona Lombarda. Suo l'affresco della seconda cappella del Sacro Monte di Varese, e l'affresco del "Miracolo di San Pietro Martire" conservato presso la Pinacoteca di palazzo Volpi, nella sua città natale.
Morì di peste all'età di 44 anni.

## Fonti
- sacromontevarese.net
- comunicare.it